# 胡椒餅

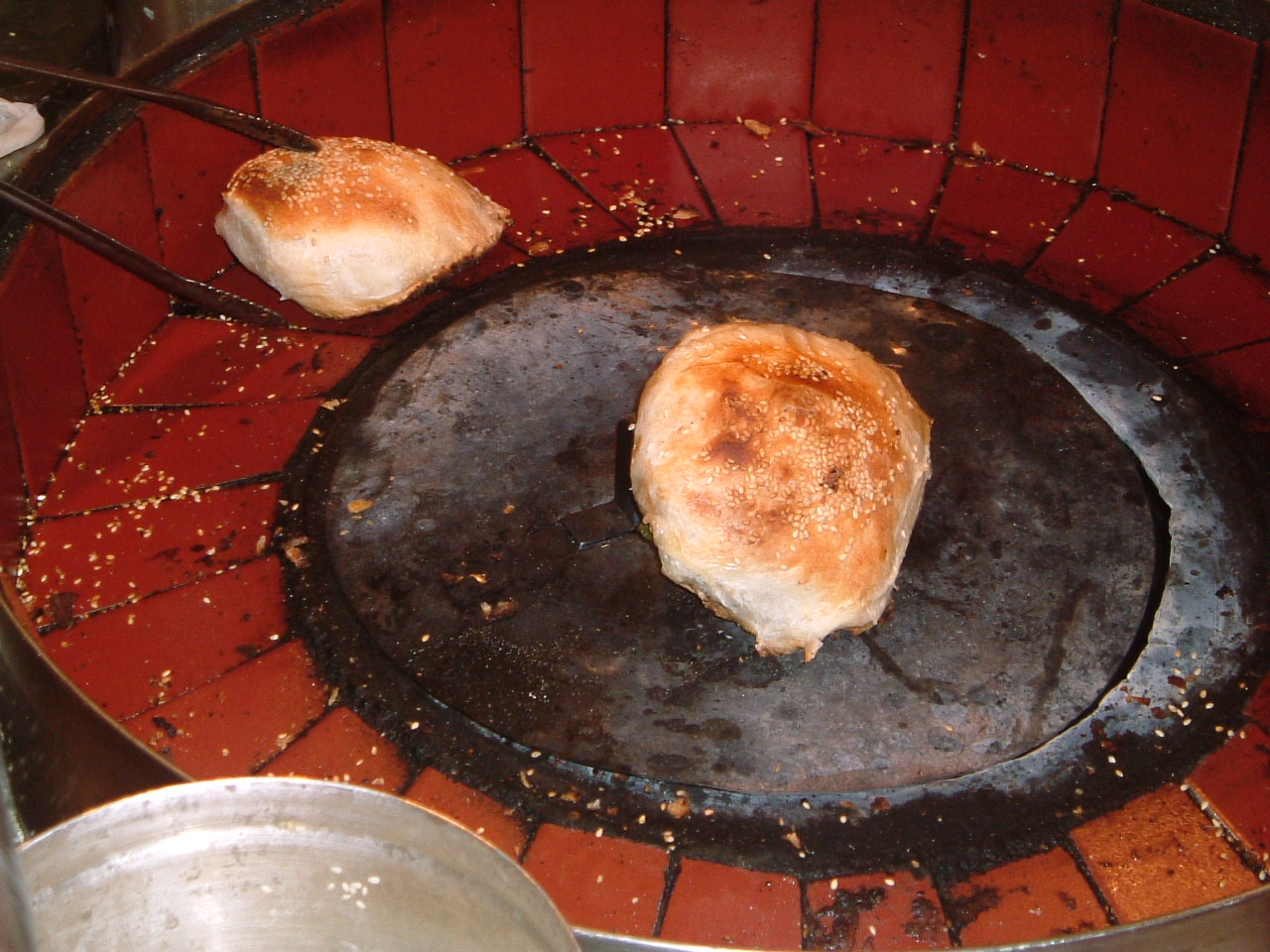
圖１　烤好的胡椒餅

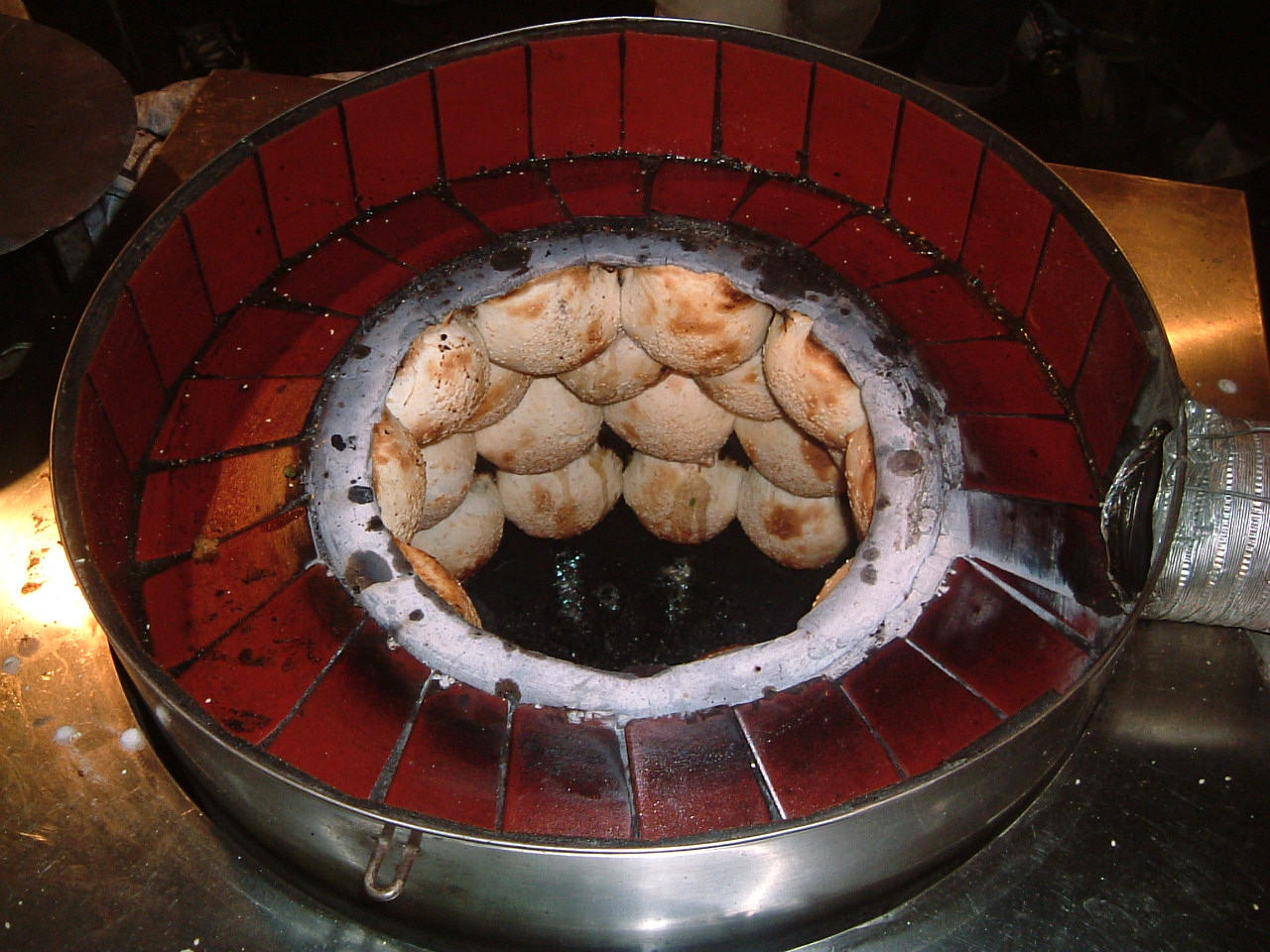
圖２　店家正在烤胡椒餅

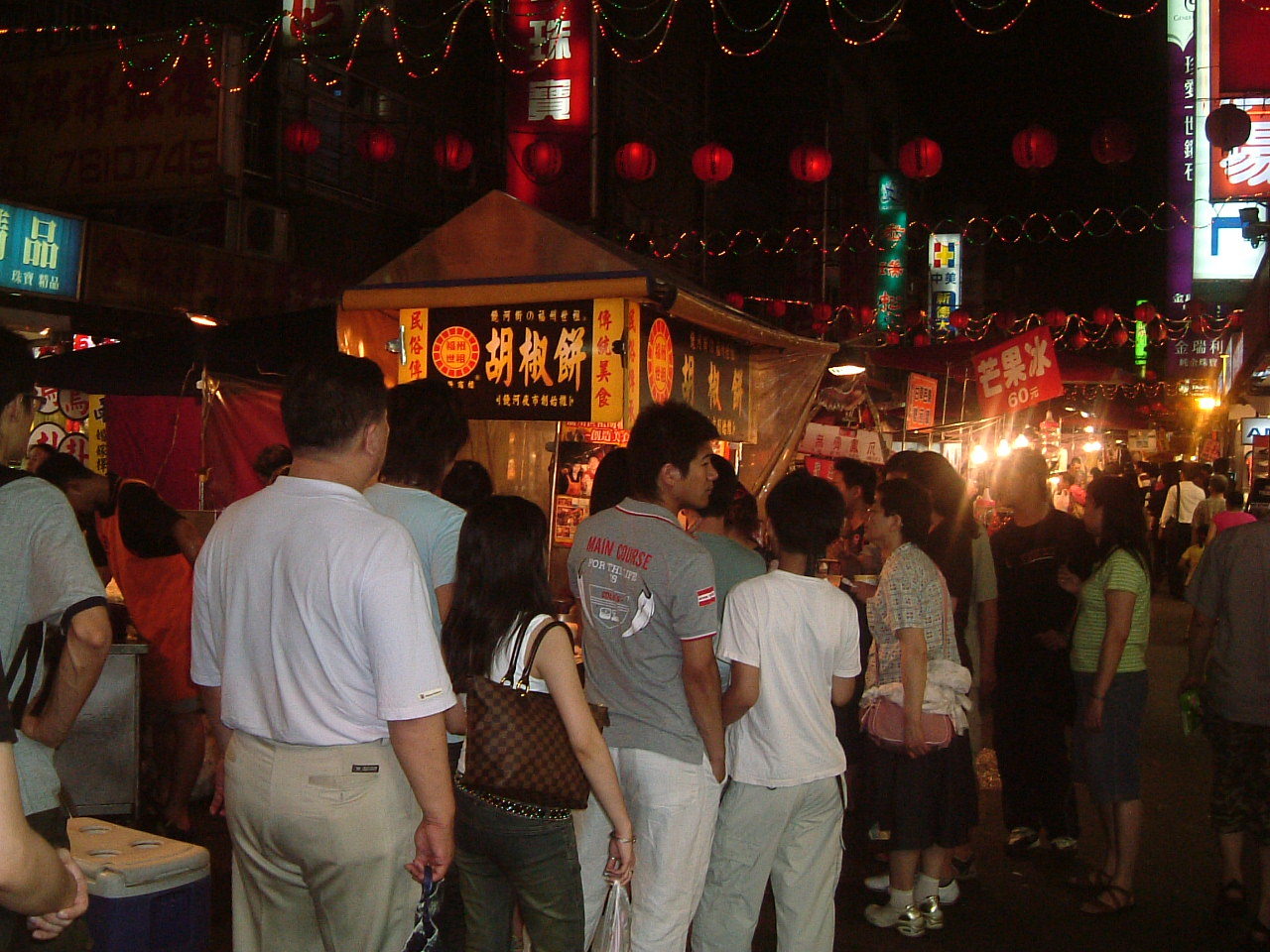
圖３　一家位於臺北饒河街夜市的胡椒餅攤位

胡椒餅是一種流行於台灣，源自於福建福州的豬肉餡烤餅小吃「蔥肉餅」，製作方法近似於「馕」。1980年代開始在台灣風行，早期稱為「福州餅」諧音「胡椒餅」。「胡椒餅」現已成為為台灣當地受歡迎的小吃
。同樣是製作胡椒餅的店家，個別製作技術及材料搭配不同。

## 製作
餅皮採用小麥粉、蕎麥粉和糯米粉的混合，根據口味，各類麵粉的比例可以有所不同。
肉餡需要包含大量剁碎的長蔥、豬肉或者牛肉的絞肉、以胡椒粉和鹽調味，再加上各自店家特有的香料秘方。
把肉餡裹在麵糊團裡捏成包子形，外餅皮刷糖水後撒敷上芝麻，店家都備有大型圓柱形鐵桶，鐵桶底部燒熱柴火，鐵桶內部上方周邊便黏貼上十數塊'，蓋上桶蓋烘烤餅，數分鐘後店家掀開桶蓋，持火鉗將桶壁上已烤熟餅一一挾出，便可販賣食用。

## 起源
製作與福州蔥肉餅類似，均是貼爐烤餅，也同樣以偏肥的豬肉和蔥花為主要餡料。